# Оціночна діяльність
Оціночна діяльність (в Законодавстві України також — Професійна оціночна діяльність) — діяльність оцінювачів та суб'єктів оціночної діяльності, яка полягає в організаційному, методичному та практичному забезпеченні проведення оцінки майна, розгляді та підготовці висновків щодо вартості майна.

## Форми оціночна діяльності
- практична діяльність з оцінки майна, яка полягає у практичному виконанні оцінки майна та всіх процедур, пов'язаних з нею, відповідно до вимог, встановлених нормативно-правовими актами з оцінки майна;
- консультаційна діяльність, яка полягає в наданні консультацій з оцінки майна суб'єктам оціночної діяльності, замовникам оцінки та (або) іншим особам в усній або письмовій формі;
- рецензування звіту про оцінку майна (акта оцінки майна), яке полягає в їх критичному розгляді та наданні висновків щодо їх повноти, правильності виконання та відповідності застосованих процедур оцінки майна вимогам нормативно-правових актів з оцінки майна, в порядку, визначеному законодавством та нормативно-правовими актами з оцінки майна;
- методичне забезпечення оцінки майна, яке полягає в розробленні методичних документів з оцінки майна та наданні роз'яснень щодо їх застосування;
- навчальна діяльність оцінювачів, яка полягає в участі у навчальному процесі з професійної підготовки оцінювачів.

Практична діяльність в Україні з оцінки майна може здійснюватися виключно суб'єктами оціночної діяльності, визнаними такими відповідно до Закону України «Про оцінку майна, майнових прав та професійну оціночну діяльність в Україні».
Діяльність судових експертів в Україні, пов'язана з оцінкою майна, здійснюється на умовах і в порядку, передбачених Законом України «Про судову експертизу», з урахуванням особливостей, визначених Законом України «Про оцінку майна, майнових прав та професійну оціночну діяльність в Україні» щодо методичного регулювання оцінки цього майна.

## Державне регулювання оціночної діяльності
Державне регулювання оціночної діяльності полягає в забезпеченні формування та розвитку інфраструктури оцінки майна в Україні, об'єктивності та законності її проведення, у тому числі відповідності оцінки майна нормативно-правовим актам з оцінки майна, впровадження в практику оціночної діяльності міжнародних норм та правил оцінки майна, забезпеченні суспільних інтересів у питаннях оцінки майна, створення конкурентного середовища серед суб'єктів оціночної діяльності — суб'єктів господарювання та навчальних закладів, що здійснюють професійну підготовку оцінювачів, проведення оцінки майна органами державної влади та органами місцевого самоврядування відповідно до законодавства.

### Основні напрями державного регулювання оціночної діяльності
Основними напрямами державного регулювання оціночної діяльності є:
- контроль за дотриманням єдності нормативно-правового та організаційного забезпечення оцінки майна;
- забезпечення норм і рівня професійної підготовки оцінювачів та контроль за їх додержанням;
- контроль за виконанням оцінювачами та суб'єктами оціночної діяльності умов здійснення оціночної діяльності;
- організаційне забезпечення роботи Екзаменаційної комісії;
- видача кваліфікаційних свідоцтв та сертифікатів;
- визнання статусу саморегулівних організацій оцінювачів та контроль за додержанням ними правил громадського регулювання оцінки майна, визначених цим Законом, забезпечення їх широкого залучення до регулювання оціночної діяльності;
- контроль за додержанням законодавства суб'єктами оціночної діяльності та іншими суб'єктами під час проведення оцінки майна;
- сприяння встановленню єдиних норм та правил оцінки майна в Україні, що базуються на міжнародних нормах і правилах;
- ведення Державного реєстру оцінювачів та Державного реєстру суб'єктів оціночної діяльності;
- інші напрями діяльності для реалізації функцій державного регулювання оціночної діяльності.

### Орган державної влади, який здійснює державне регулювання оціночної діяльності
Органом державної влади, який здійснює державне регулювання оціночної діяльності в Україні, є Фонд державного майна України.
Кабінет Міністрів України в питаннях оціночної діяльності здійснює повноваження, визначені Конституцією України, Законом України «Про оцінку майна, майнових прав та професійну оціночну діяльність в Україні» та іншими нормативно-правовими актами.
Інші органи державної влади та органи місцевого самоврядування здійснюють свої повноваження в питаннях оцінки майна відповідно до законодавства.
Фонд державного майна України забезпечує широке інформування суспільства з питань оціночної діяльності, стану та особливостей ціноутворення на майно та майнові права в Україні.

## Відповідальність за порушення законодавства про оцінку майна, майнових прав та оціночну діяльність
Органи місцевого самоврядування зобов'язані дотримуватися вимог Закону України «Про оцінку майна, майнових прав та професійну оціночну діяльність в Україні» в частині майна, майнових прав, що є у комунальній власності, в тому числі забезпечити єдність нормативно-правових вимог проведення оцінки зазначеного майна, передбачених Законом, сприяти створенню конкурентного середовища серед суб'єктів оціночної діяльності — суб'єктів господарювання.
Посадові особи, громадяни, юридичні особи, оцінювачі та суб'єкти оціночної діяльності, винні в порушенні законодавства про оціночну діяльність, несуть відповідальність згідно із Законодавством України.